# Sancourt (Nord)
Sancourt ist eine französische Gemeinde im Département Nord in der Region Hauts-de-France. Sie gehört zum Arrondissement Cambrai und zum Kanton Cambrai. Die Bewohner nennen sich Sancourtois oder Sancourtoises.

## Lage
Die Gemeinde Sancourt liegt an der Grenze zum Département Pas-de-Calais, fünf Kilometer nordwestlich der Innenstadt von Cambrai. Sie grenzt im Norden an Abancourt, im Osten an Blécourt, im Südosten an Tilloy-lez-Cambrai, im Süden an Raillencourt-Sainte-Olle, im Südwesten an Sailly-lez-Cambrai, im Westen an Haynecourt und im Nordwesten an Épinoy.
Auf dem Gebiet der Gemeinde Sancourt befindet sich der Haltepunkt Blécourt an der Eisenbahnlinie von Saint-Just-en-Chaussée nach Douai.

## Geschichte
Kaiser Ludwig der Fromme schenkte im Jahr 822 Güter in „Seoncurtem“ (Sancourt) dem Kloster Saint-Amand bei Valenciennes (Regesta Imperii I, 757).

### Bevölkerungsentwicklung
| Jahr                       | 1962 | 1968 | 1975 | 1982 | 1990 | 1999 | 2009 | 2021 |
| Einwohner                  | 236  | 224  | 222  | 207  | 205  | 218  | 203  | 194  |
| Quellen: Cassini und INSEE |      |      |      |      |      |      |      |      |

## Sehenswürdigkeiten
- Kirche Saint-Amand
- Soldatenfriedhof des Commonwealth
- Wasserturm

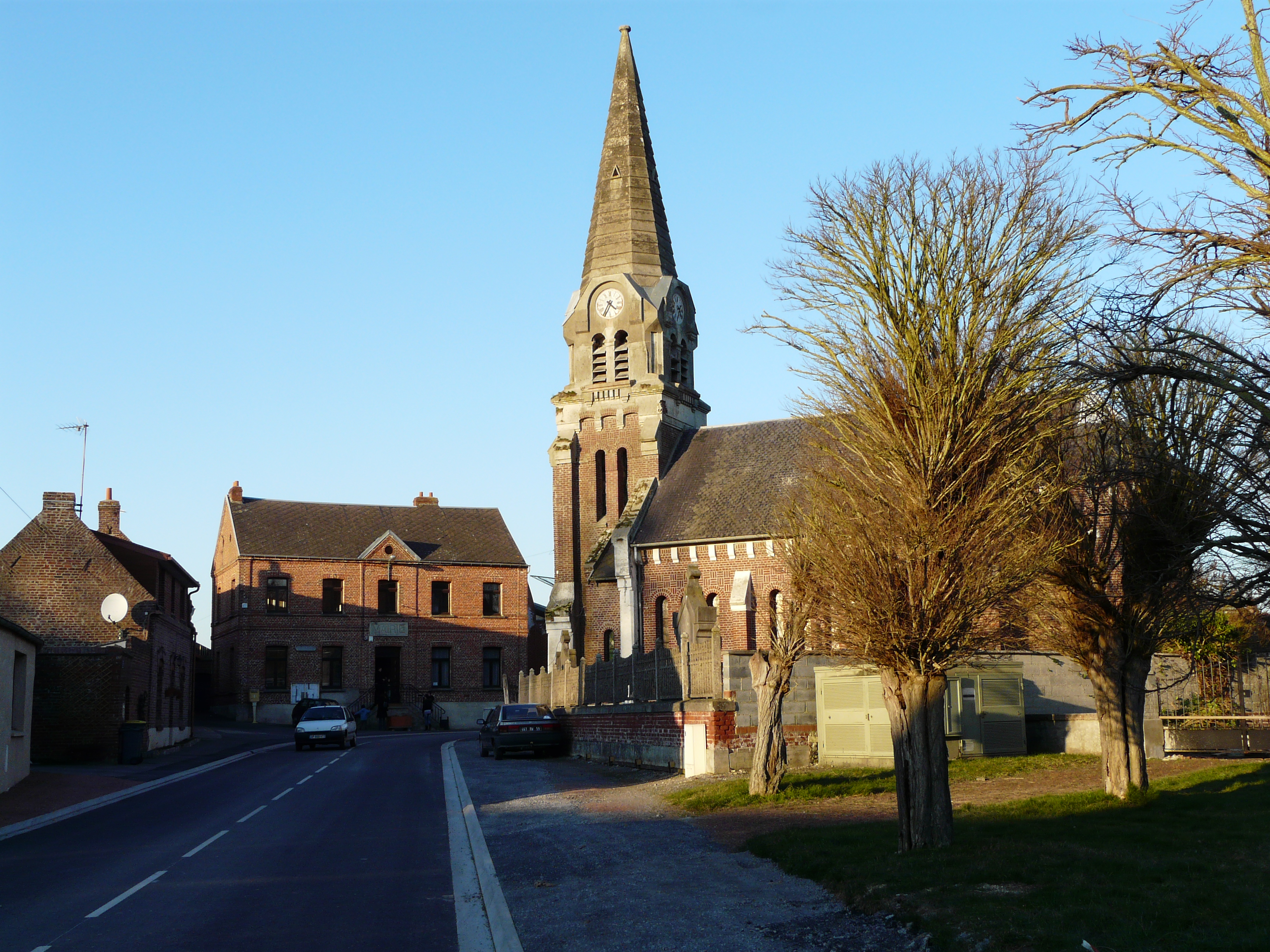
Rathaus (mairie) und Kirche Saint-Amand
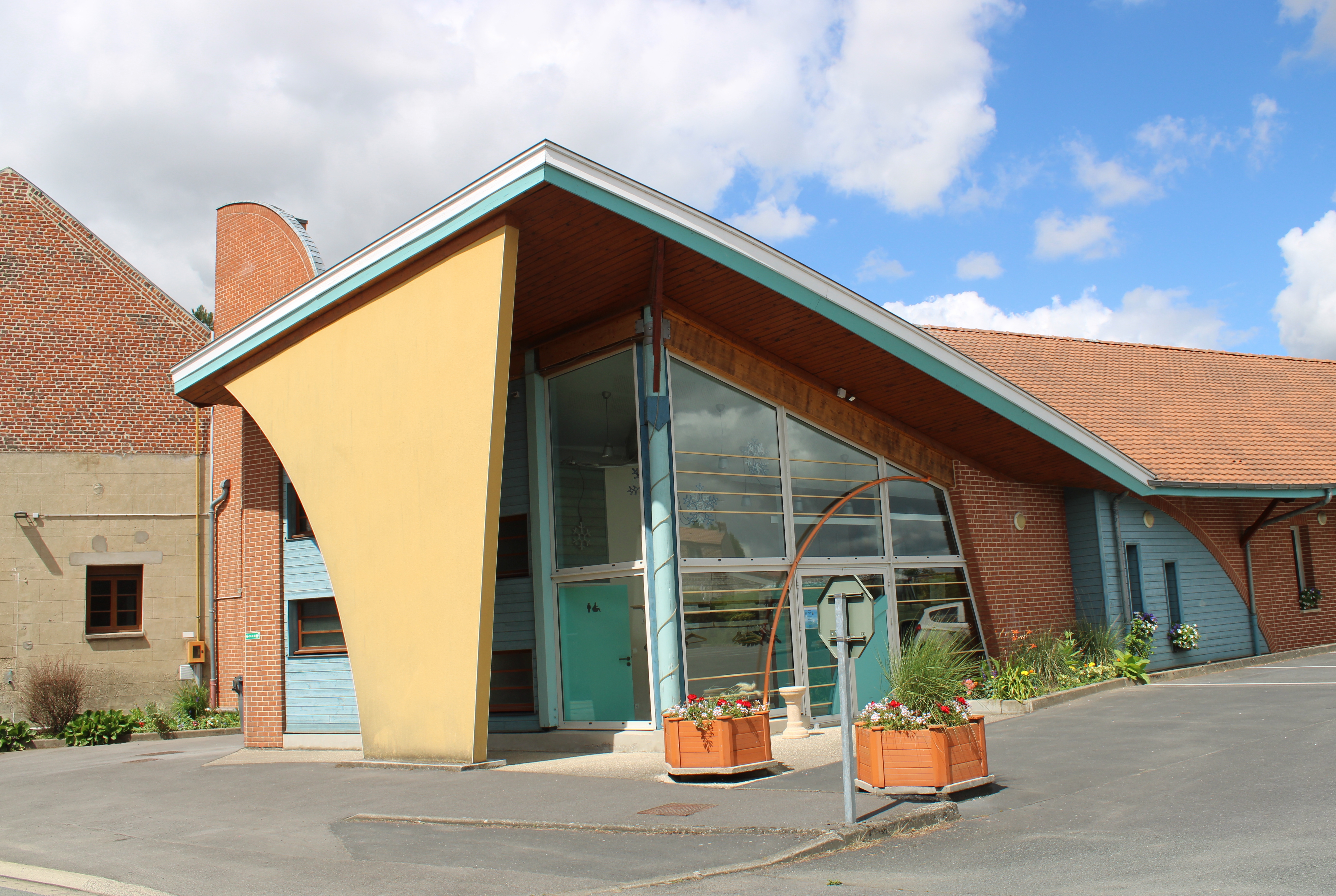
Gemeindefestsaal
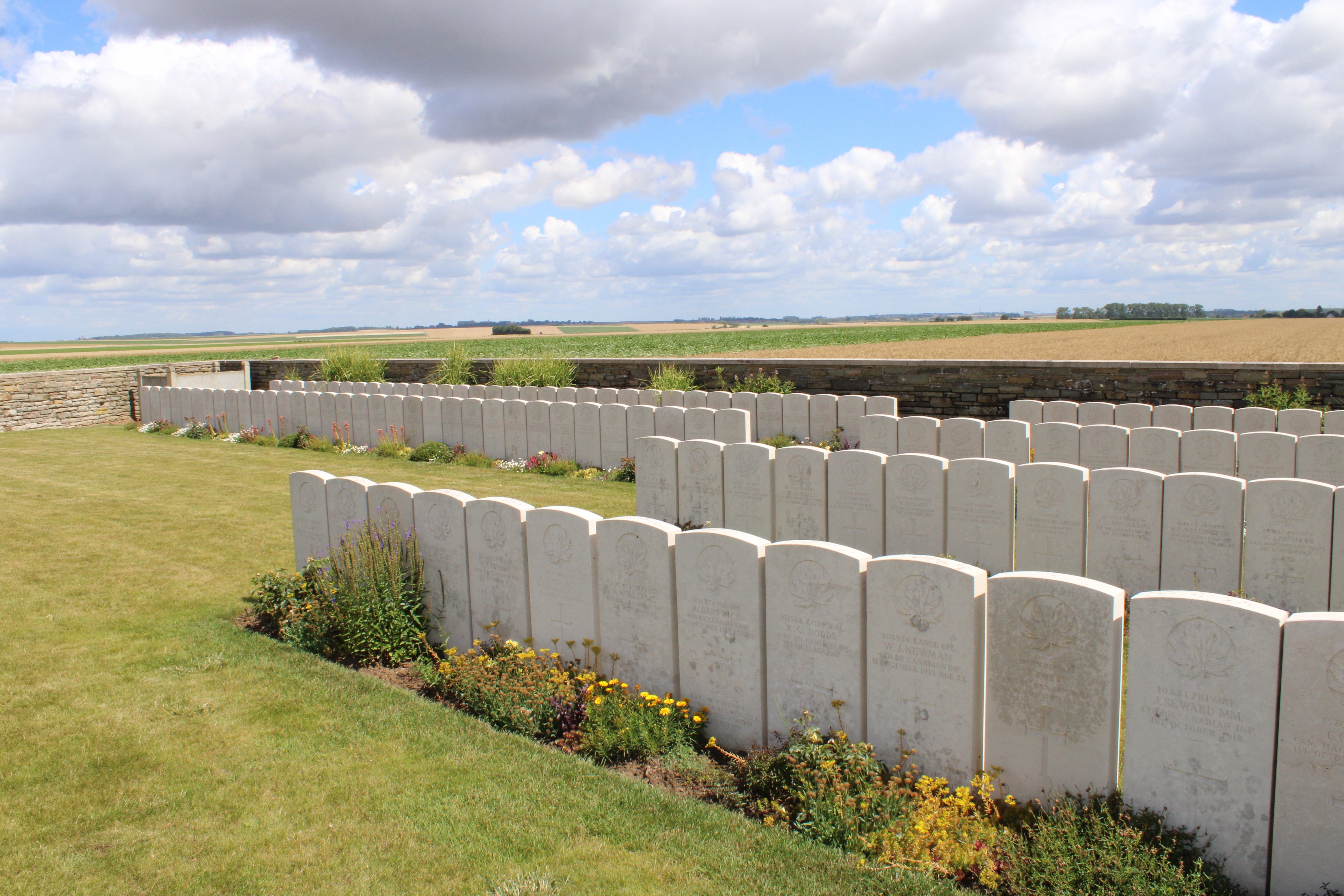
Soldatenfriedhof
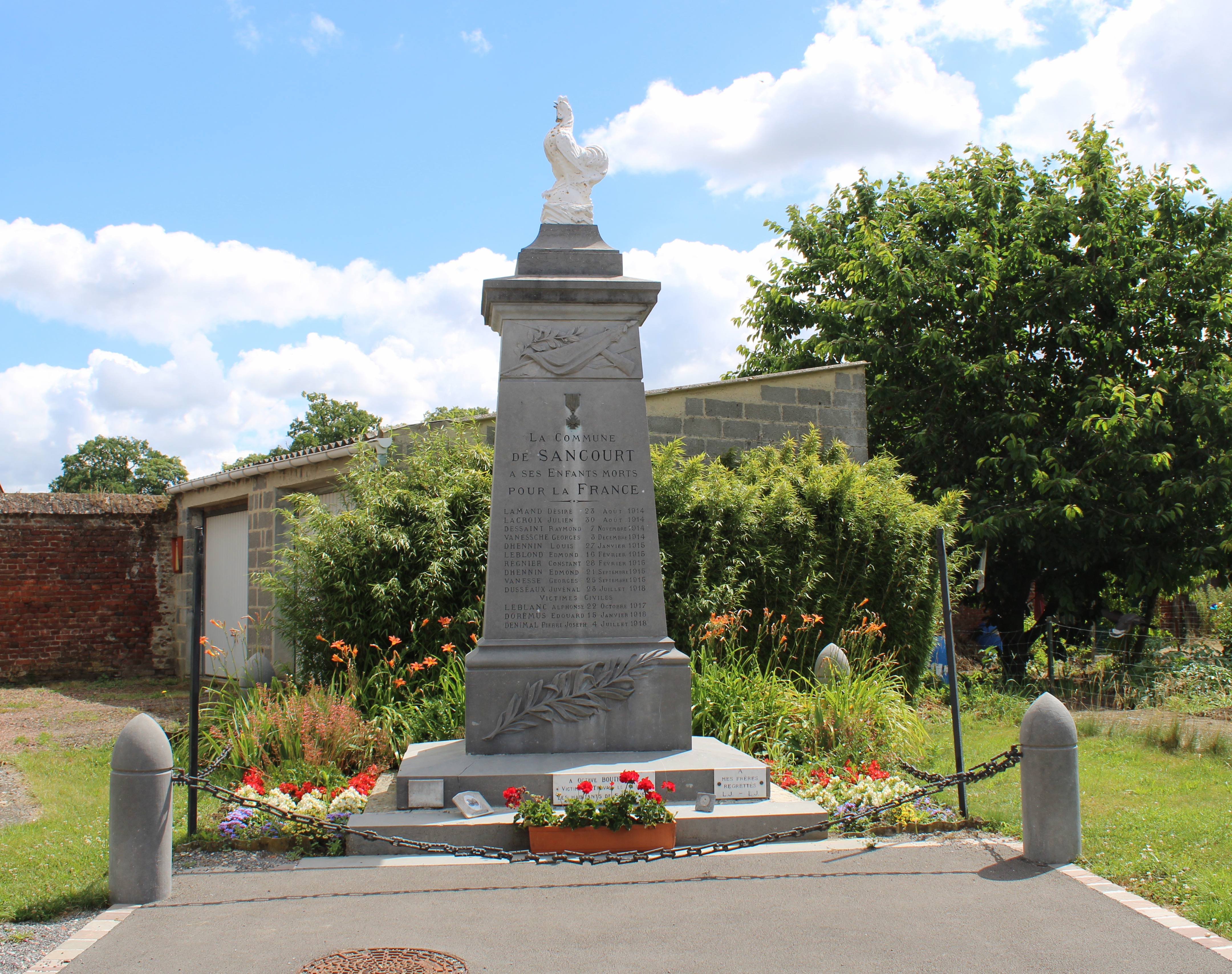
Gefallenendenkmal